# Arnold Bax
Arnold Edward Trevor Bax (Londres, Regne Unit, 6 de novembre de 1883 - Cork, Irlanda, 3 d'octubre de 1953) va ser un compositor, pianista, poeta i autor anglès. La seva producció prolífica inclou cançons, música coral, peces de cambra i obres de piano solista, però és sobretot conegut per la seva música orquestral. A més d'una sèrie de poemes simfònics, va escriure set simfonies i durant un temps va ser àmpliament considerat com el principal simfonista britànic.
Bax va néixer al suburbi londinenc de Streatham en una família pròspera. Els seus pares el van animar a seguir una carrera en música, i els seus ingressos privats li van permetre seguir el seu propi camí com a compositor sense preocupar-se per la moda o l'ortodòxia. En conseqüència, va arribar a ser considerat en els cercles musicals com una figura important però aïllada. Mentre encara era estudiant de la Royal Academy of Music, ⁣Bax va quedar fascinat amb Irlanda i la cultura celta, que es van convertir en una forta influència en el seu primer desenvolupament. Els anys previs a la Primera Guerra Mundial va viure a Irlanda i es va convertir en membre dels cercles literaris de Dublín, escrivint ficció i versos sota el pseudònim Dermot O'Byrne. Més tard, va desenvolupar una afinitat amb la cultura nòrdica, que durant un temps va substituir les seves influències celtes en els anys posteriors a la Primera Guerra Mundial.
Entre 1910 i 1920, Bax va escriure una gran quantitat de música, inclòs el poema simfònic Tintagel, la seva obra més coneguda. Durant aquest període va formar una associació que va durar tota la vida amb la pianista Harriet Cohen⁣: al principi una aventura, després una amistat i sempre una estreta relació professional.
Entre la Primera i la Segona Guerra Mundial, Arnold Bax va viure el període més prolífic i aparentment reeixit de la seva carrera. Les seves set simfonies van ser estrenades amb rapidesa i interpretades sovint. També va escriure música per a ballet per a la companyia dels Ballets Russos de Serguei Diàguilev, establerta a Londres. Paral·lelament, a banda de la seva notable obra orquestral, va incrementar la composició de cançons, peces de cambra i obres per a piano.
El 1942, Bax va ser nomenat Mestre de la Música del Rei, però va compondre poc en aquesta qualitat. En els seus darrers anys va trobar que la seva música es considerava passada de moda, i després de la seva mort es va descuidar en general. A partir de la dècada dels 60, principalment a través d'un nombre creixent d'enregistraments comercials, la seva música va ser redescoberta gradualment, tot i que només una petita part d'aquesta se sent regularment a les sales de concerts.

## Biografia i carrera

### Primers anys
Bax va néixer el 8 de novembre de 1883 al suburbi londinenc de Streatham, Surrey, en una pròspera família victoriana. Era el fill gran d'Alfred Ridley Bax (1844–1918) i de la seva dona, Charlotte Ellen (1860–1940), filla del reverend William Knibb Lea, d'⁣Amoy, la Xina. El fill petit de la parella, Clifford Lea Bax, es va convertir en dramaturg i assagista. Alfred Bax era un reeixit advocat londinenc, però amb ingressos privats, sense exercir. El 1896 la família es va traslladar a una mansió a Hampstead. Més tard, Bax va escriure que, tot i que hauria estat bé ser criat al camp, els grans jardins de la casa familiar eren el següent millor.
Després d'una escola preparatòria a Balham, Bax va assistir al Conservatori de Hampstead durant la dècada de 1890. L'establiment era dirigit, «amb una pompa personal considerable», segons Bax, per Cecil Sharp, la passió del qual per la cançó popular anglesa i la dansa popular no va excitar cap resposta en el seu alumne. L'entusiasme per la música folk va estar molt estès entre els compositors britànics de finals del segle XIX i principis del XX, com ara Parry, Stanford, Vaughan Williams i Holst⁣; Sullivan i Elgar es van mantenir al marge, igual que Bax, que més tard va posar en circulació la dita: «Hauries de fer el propòsit de provar cada experiència almenys una vegada, excepte l'incest i el ball popular».

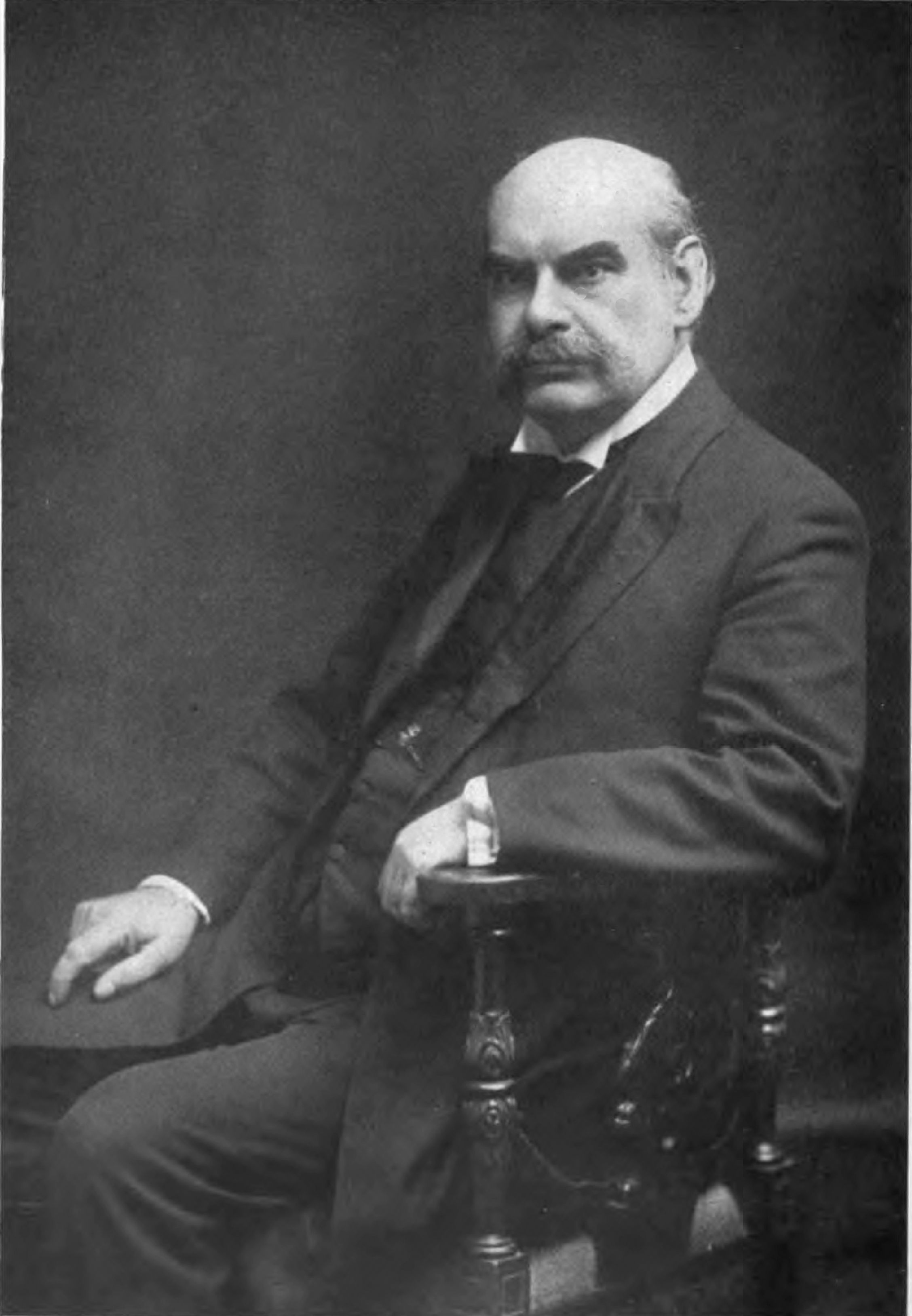
Frederick Corder (el 1913), professor de composició de Bax

El 1900 Bax es va traslladar a la Royal Academy of Music, on va romandre fins al 1905, estudiant composició amb Frederick Corder i piano amb Tobias Matthay. Corder era un devot de les obres de Wagner, la música del qual va ser la principal inspiració de Bax en els seus primers anys. Més tard va observar: «Durant una dotzena d'anys de la meva joventut, m'immergia en la música de Wagner fins a l'exclusió gairebé total - fins que vaig començar a ser conscient de Richard Strauss - de qualsevol altra». Bax també va descobrir i va estudiar en privat les obres de Debussy, la música del qual, com la de Strauss, va ser mal vista pel professorat conservador de l'acadèmia.
Tot i que Bax va guanyar una beca Macfarren per a la composició i altres premis importants, i era conegut per la seva excepcional habilitat per llegir partitures modernes complexes a la vista, va atreure menys reconeixement que els seus contemporanis Benjamin Dale i York Bowen. La seva tècnica al piano era formidable, però no tenia ganes de fer carrera com a solista. A diferència de la majoria dels seus contemporanis, tenia mitjans privats que el feien lliure per seguir la seva carrera musical segons ell, sense necessitat de guanyar ingressos. The Times va considerar que la independència de Bax i la poca inclinació a fer cas dels seus professors van danyar el seu art, perquè no va desenvolupar la disciplina per expressar la seva imaginació amb el màxim efecte.
Després de sortir de l'Acadèmia, Bax va visitar Dresden, on va veure la producció original de Salome de Strauss, i va escoltar per primera vegada la música de Mahler, que va trobar «excèntrica, llarga, confusa i, tanmateix, sempre interessant». Entre les influències sobre el jove Bax hi havia el poeta irlandès WB Yeats; el germà de Bax, Clifford, el va introduir a la poesia de Yeats i a Irlanda. Influenciat per The Wanderings of Oisin de Yeats, Bax va visitar la costa oest d'Irlanda el 1902 i va trobar que «en un moment la cultura celta es va revelar dins meu». La seva primera composició que es va interpretar, en un concert de l'acadèmia el 1902, va ser una cançó en dialecte irlandès anomenada The Grand Match.

### Carrera inicial
Vaig treballar molt durament en la llengua irlandesa i m'immergí en la seva història i sagues, en els contes populars i en la tradició dels follets. Sota aquesta influència, el meu estil musical es va reforçar... Vaig començar a escriure de manera irlandesa, utilitzant figures i melodies amb una clara influència cèltica.
Musicalment, Bax es va allunyar de la influència de Wagner i Strauss i va adoptar deliberadament el que ell concebia com un idioma celta. L'any 1908 va començar un cicle de poemes simfònics anomenat Eire, descrit pel seu biògraf Lewis Foreman com l'inici de l'estil veritablement madur del compositor. La primera d'aquestes peces, Into the Twilight, va ser estrenada per Thomas Beecham i la New Symphony Orchestra l'abril de 1909, i l'any següent, a instigació d'Elgar, Henry Wood, en va encarregar la segona del cicle, In the Faëry Hills. L'obra va rebre crítiques mixtes. The Manchester Guardian va escriure: "El senyor Bax ha suggerit alegrement l'atmosfera apropiada de misteri"; The Observer va trobar la peça "molt indeterminada i insatisfactòria, però no difícil de seguir". The Times va comentar el "llenguatge més aviat de segona mà" en alguns moments, derivat de Wagner i Debussy, tot i que "encara hi ha moltes coses que són totalment individuals". The Musical Times va elogiar "un glamur místic que no podia deixar de ser percebut per l'oient" tot i que la coherència de la peça "no era perceptible a l'instant". Una tercera obra del cicle, Roscatha, no es va interpretar en vida del compositor.
Els mitjans privats de Bax li van permetre viatjar a l'⁣imperi rus el 1910. Estava perseguint Natalia Skarginska, una jove ucraïnesa que havia conegut a Londres, una de les diverses dones de les quals es va enamorar al llarg dels anys. La visita finalment va resultar un fracàs des del punt de vista romàntic però el va enriquir musicalment. A Sant Petersburg va descobrir i estimar de seguida el ballet; va absorbir influències musicals russes que van inspirar material per a la Primera Sonata per a piano, les peces per a piano, "May Night in the Ukraine" i "Gopak", i la Primera Sonata per a violí, dedicada a Skarginska. Foreman va dir que la mateixa personalitat musical de Bax era prou forta per a assimilar les seves influències i fer-les seves. La música russa va continuar influenciant-lo fins a la Primera Guerra Mundial. Un ballet inacabat Tamara, "un petit conte de fades rus en acció i dansa", va proporcionar material que el compositor va reutilitzar en obres de postguerra.
Després d'haver abandonat la seva recerca de Skarginska, Bax va tornar a Anglaterra; el gener de 1911 es va casar amb la pianista Elsita Luisa Sobrino (n. 1885 o 1886), filla del mestre i pianista, Carlos Sobrino, i la seva dona, Luise, de soltera Schmitz, cantant. Bax i la seva dona van viure primer a Chester Terrace, Regent's Park, Londres, i després es van traslladar a Irlanda, en una casa a Rathgar, un suburbi acomodat de Dublín. Van tenir dos fills, Dermot (1912-1976) i Maeve Astrid (1913-1987). Bax es va donar a conèixer als cercles literaris de Dublín amb el pseudònim "Dermot O'Byrne"; es va barrejar amb l'escriptor George William Russell i els seus associats, i va publicar contes, versos i una obra de teatre. Revisant una selecció de la prosa i la poesia reeditades el 1980, Stephen Banfield va trobar la majoria dels poemes anteriors de Bax "com la seva música primerenca, sobreescrita, plena de l'adob en segona mà del primer Yeats, tot i que la debilitat rau en un llenguatge escollit de manera poc precisa més que en la complexitat." Alguns dels escrits de Bax com O'Byrne eren considerats subversivament simpatitzants amb la causa republicana irlandesa, i el censor del govern va prohibir la seva publicació.

### Primera Guerra Mundial
Al començament de la guerra Bax va tornar a Anglaterra. Un problema cardíac, el qual va patir de manera intermitent al llarg de la seva vida, el va fer no apte per al servei militar; va actuar com a conestable especial durant un període. En una època en què altres compositors com Vaughan Williams, Arthur Bliss, George Butterworth i Ivor Gurney estaven servint a l'estranger, Bax va poder produir una gran quantitat de música, trobant, en la frase de Foreman, "la seva maduresa tècnica i artística" als primers trenta anys. Entre les seves obres més conegudes de l'època es troben els poemes simfònics November Woods (1916) i Tintagel (1917–19).

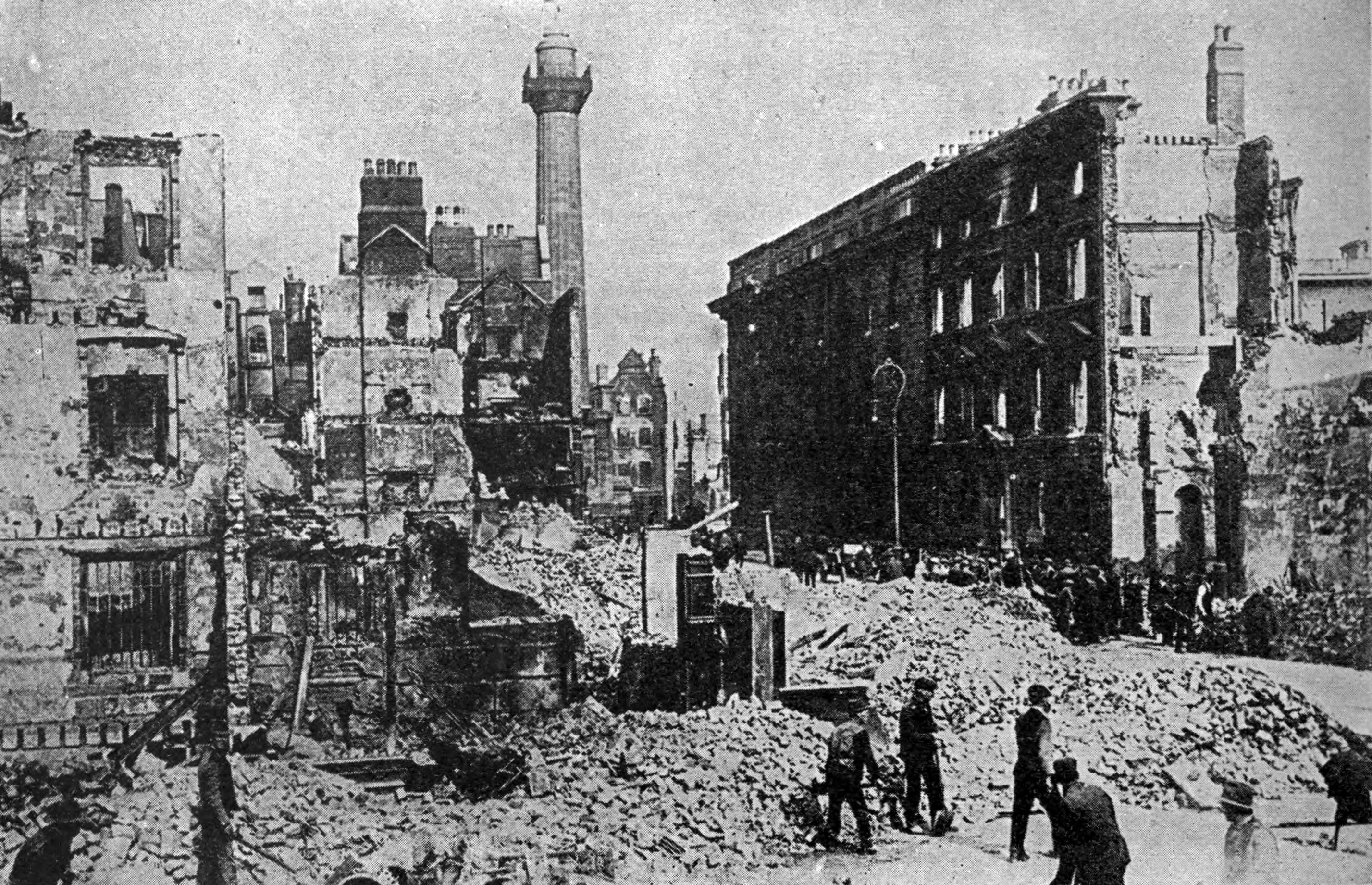
L'alçament de Pasqua a Dublín i les seves conseqüències van sorprendre i angoixar Bax

Durant la seva estada a Dublín, Bax havia fet molts amics republicans. L'aixecament de Pasqua de l'abril de 1916 i la posterior execució dels caps el van sorprendre profundament. Va expressar els seus sentiments en algunes de les seves músiques com l'orquestral In Memoriam i Elegiac Trio per a flauta, viola i arpa (1916), així com en la seva poesia.
A més de les seves influències irlandeses, Bax també es va inspirar en una tradició nòrdica, inspirant-se en el poeta noruec Bjørnstjerne Bjørnson i en les sagues islandeses. Les Variacions simfòniques per a piano i orquestra de Bax (1917) són vistes pel musicòleg Julian Herbage com el punt d'inflexió del celta al nòrdic en l'obra de Bax; Herbage ho veu com una indicació més del canvi que Winter Legends, compost tretze anys després, té un entorn nòrdic més que celta.
Durant la guerra Bax va començar una aventura amb la pianista Harriet Cohen, per a qui va deixar la seva dona i els seus fills. Musicalment, va ser la seva musa durant la resta de la seva vida; va escriure nombroses peces per a ella, i ella va ser la dedicada de divuit de les seves obres. Va ocupar un pis a Swiss Cottage, Londres, on va viure fins a l'inici de la Segona Guerra Mundial. Allà va dibuixar moltes de les seves obres madures, sovint portant-les en partitura curta als seus retirs rurals preferits, Glencolmcille a l'Ulster, Irlanda, i després a partir de 1928 Morar a Escòcia, per treballar a l'edició completa de la partitura amb calma.

### Anys d'entreguerres
En un estudi de Bax el 1919, el seu amic i confident, el crític Edwin Evans, comentava la disminució de la influència celta en la música del compositor i l'aparició d'"un art abstracte més auster". A partir de la dècada de 1920 Bax poques vegades va recórrer a la llegenda poètica per inspirar-se. Segons Foreman, en els anys de la postguerra, Bax va ser reconegut per primera vegada com una figura important, encara que aïllada, de la música britànica. Les moltes obres substancials que va escriure durant els anys d'entreguerres es van escoltar en públic, i va començar a escriure simfonies. Pocs compositors anglesos havien escrit fins aquell moment simfonies que ocupessin un lloc segur en el repertori, les més conegudes eren Elgar (simfonies la♭ i mi♭) i Vaughan Williams (simfonies Sea, London i Pastoral). Durant la dècada de 1920 i durant la dècada de 1930 Bax va ser considerat per molts com el principal simfonista britànic.
La Primera Simfonia de Bax va ser escrita el 1921–22, i quan es va estrenar va tenir un gran èxit, malgrat la seva ferocitat en la tonalitat. Els crítics van trobar l'obra fosca i severa. The Daily News va comentar: "Està plena d'una virilitat arrogant, gairebé flagrant. El seu color tonal predominant és fosc, molt fosc: núvols densos amb només aquí i allà un raig de sol". The Daily Telegraph va suggerir que si hi havia cap humor a la peça, era sardònic. The Manchester Guardian va assenyalar la gravetat de l'obra, però la va declarar "una simfonia anglesa realment gran". L'obra va ser una atracció de taquilla als Proms durant diversos anys després de l'estrena. En opinió de Foreman, Bax va estar al seu punt àlgid musical durant un temps bastant curt, i la seva reputació va ser superada per la de Vaughan Williams i William Walton. La Tercera Simfonia es va completar el 1929 i, promoguda per Wood, va romandre durant algun temps entre les obres més populars del compositor.
A mitjan dècada de 1920, mentre continuava la seva aventura amb Cohen, Bax va conèixer la Mary Gleaves, de vint-i-tres anys, i durant més de dues dècades va mantenir relacions amb ambdues dones. La seva aventura amb Cohen es va convertir en una càlida amistat i una associació musical contínua. Gleaves es va convertir en la seva companya des de finals de la dècada de 1920 fins a la seva mort.
A la dècada de 1930, Bax va compondre les quatre darreres de les seves set simfonies. Altres obres de la dècada inclouen la popular Overture to a Picaresque Comedy (1930), diverses obres per a grups de cambra, com un nonet (1930), un quintet de corda (1933), un octet per a trompa, piano i corda (1934) i el seu tercer i últim quartet de corda (1936). El Concert per a violoncel (1932) va ser encarregat i dedicat a Gaspar Cassadó, que ràpidament va retirar l'obra del seu repertori. Tot i que Beatrice Harrison va defensar el concert als anys 30 i 40, Bax va dir: "El fet que ningú s'hagi ocupat mai d'aquest treball ha estat una de les grans decepcions de la meva vida musical".
Bax va ser nomenat cavaller el 1937; no havia esperat ni buscat l'honor, i estava més sorprès que encantat de rebre'l. A mesura que avançava la dècada, es va tornar menys prolífic; va comentar que es volia “jubilar, com un botiguer”. Entre les seves composicions de l'època hi havia el Concert per a violí (1938). Encara que no es va escriure per encàrrec, l'havia compost pensant en el virtuós del violí Jascha Heifetz. Heifetz no la va tocar mai, i va ser estrenada el 1942 per Eda Kersey amb la BBC Symphony Orchestra and Wood.

### Anys 1940 i 50
Després de la mort del Mestre de la Música del Rei, Sir Walford Davies, el 1941, Bax va ser nomenat per succeir-lo. L'elecció va sorprendre a molts. Bax, malgrat el seu títol de cavaller, no era una figura de l'establishment; ell mateix havia expressat la seva negativa a "moure's amb pantalons curts". Segons l'opinió de The Times, el nomenament no va ser bo: "Bax no era apte per a tasques oficials i trobava la seva execució molesta". No obstant això, Bax va escriure un grapat de peces ocasionals per a esdeveniments reials, inclosa una marxa per a la Coronació el 1953.

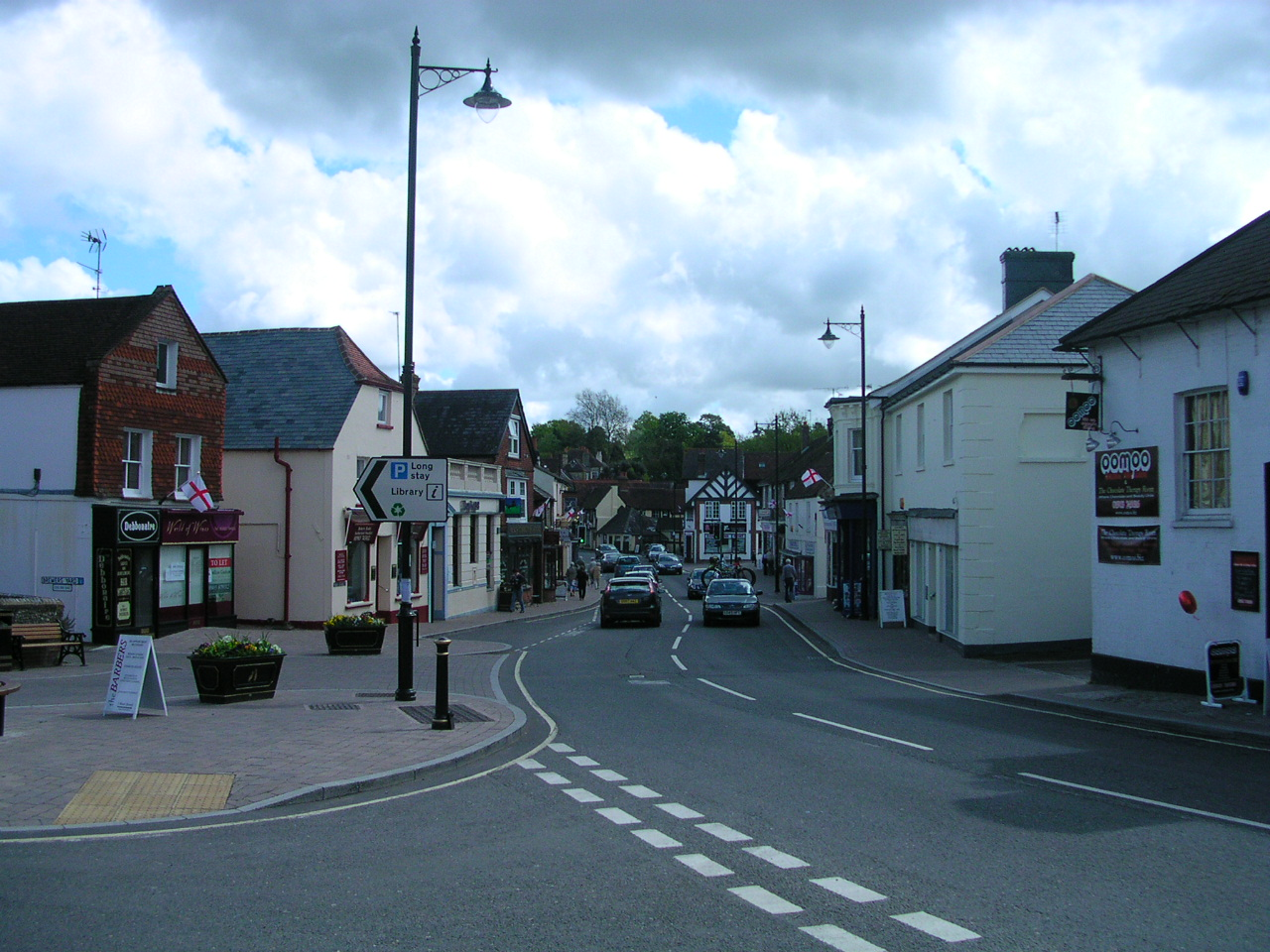
Storrington, la llar de Bax en els seus últims anys

Després de l'inici de la Segona Guerra Mundial, Bax es va traslladar a Sussex, establint-se a l'hotel White Horse, Storrington, on va viure la resta de la seva vida. Va abandonar la composició i va completar un llibre de memòries sobre els seus primers anys, Farewell, My Youth. The Times el va trobar a vegades picant, a vegades reticent, sorprenent en algunes parts, i lamentablement curt. Més tard, durant la guerra, Bax va ser convènçut perquè aportés música incidental per a un curtmetratge, Malta GC; posteriorment va escriure música per a Oliver Twist (1948) de David Lean i un segon curtmetratge, Journey into History (1952). Altres obres seves de l'època inclouen el curt Morning Song per a piano i orquestra i el Left-Hand Concertante (1949), tots dos escrits per a Cohen. Bax i el poeta premiat, John Masefield, van treballar en un certamen, The Play of Saint George el 1947, però el projecte no es va acabar.
En els seus últims anys, Bax va mantenir una jubilació contenta durant la major part del temps. Walton va comentar: "un partit important de criquet a Lord's el portaria corrent a la ciutat des del seu pub de Storrington amb molt més entusiasme que una representació d'una de les seves obres" L'any 1950, després d'escoltar la seva Tercera Simfonia tocada a Bournemouth, va dir: "Potser hauria d'estar pensant en una vuitena", però en aquest moment ja havia començat a beure força, cosa que l'envelleix ràpidament i el perjudica la capacitat de concentrar-se en una composició a gran escala. El 1952 va escriure: "Dubto si escriuré alguna cosa més … He dit tot el que he de dir i no serveix de res repetir-me." L'⁣Orquestra Hallé i altres van organitzar celebracions per celebrar el setantè aniversari de Bax el novembre de 1953. Les celebracions es van convertir en monuments commemoratius: mentre visitava Cork l'octubre de 1953, Bax va morir sobtadament d'una insuficiència cardíaca a seixanta-nou anys. Va ser enterrat al cementiri de St. Finbarr, Cork.

## Música

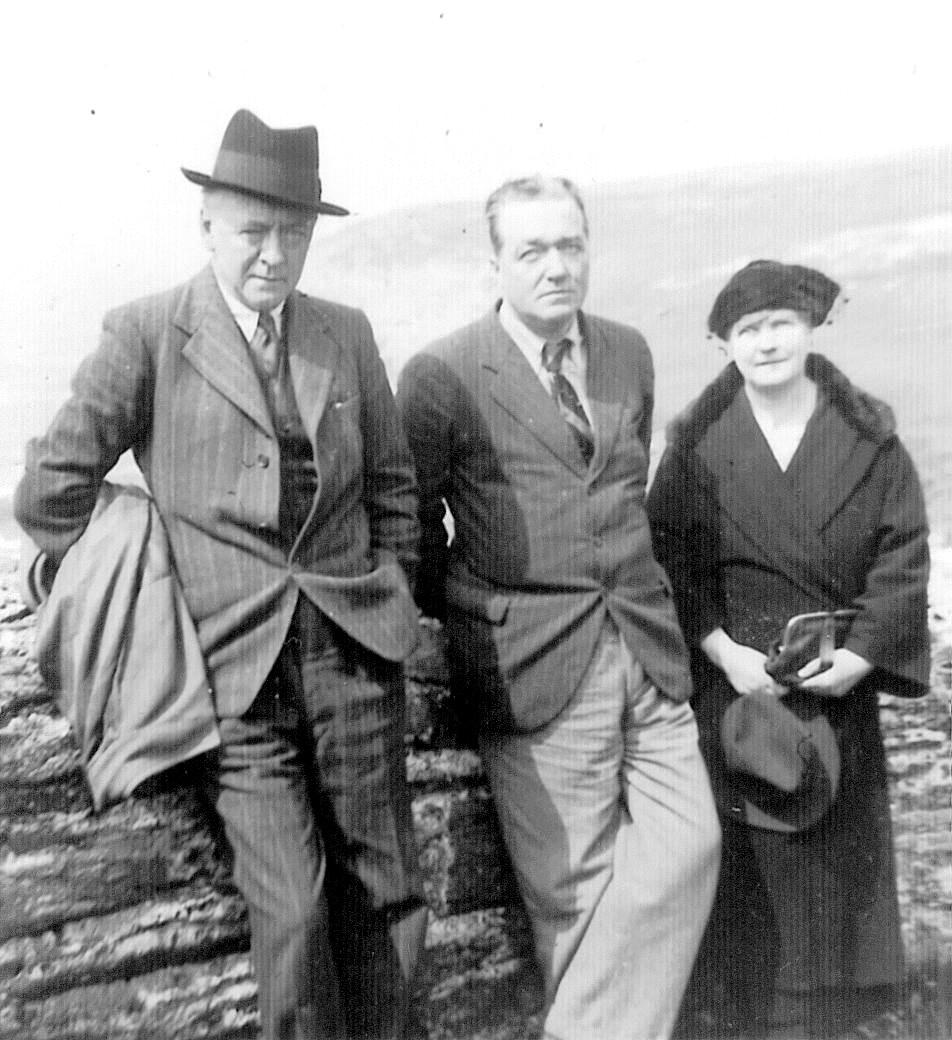
Arnold Bax, E.J. Moeran, Tilly Fleischmann, Kinsale, Cork 1937

El col·lega de Bax, Arthur Benjamin, va escriure que Bax era "una font de música", les seves "emanacions espontànies i inesgotables", úniques entre els seus contemporanis, eren comparables a les de Schubert i Dvořák. Evans ha suggerit que la música de Bax combina paradoxalment robustesa i melangia, una visió que els comentaristes posteriors, inclòs Herbage, han avalat. La música primerenca és sovint instrumentalment difícil o orquestral i harmònicament complexa; a partir de l'any 1913 aproximadament va passar cap a un estil més senzill i més reduït. El compositor i musicòleg Anthony Payne va considerar que les millors obres de Bax daten del període comprès entre 1910 i 1925: inclou The Garden of Fand, Tintagel, November Woods, la segona sonata per a piano, la sonata per a viola i les dues primeres simfonies. A la dècada de 1930 la música de Bax va deixar de ser considerada nova i difícil, i cap al final d'aquella dècada estava cridant menys atenció que abans.
El director d'orquestra Vernon Handley, associat durant molt de temps a la música de Bax, va comentar que les influències del compositor inclouen Rakhmàninov i Sibelius, així com Richard Strauss i Wagner: "Ell era conscient del jazz i de molts més compositors de l'escena europea del que ho estem ara. Això es filtra a la psique i personalitat d'una persona i en la seva tècnica com a músic".
El crític Neville Cardus va escriure sobre la música de Bax:
| « | La paradoxa és que els mètodes de Bax, el seu idioma i atmosfera tonal són impersonals: és a dir, no hi ha un desplegament directe d'un estat d'ànim o ànima individual com trobem en Elgar o Gustav Mahler. No obstant això, no hi ha confusió sobre la fisonomia o la psicologia de Bax: sempre a través de la foscor de les seves simfonies es poden sentir els raigs càlids d'un home i una natura properes i estimables. | » |

York Bowen va pensar que lamentava que les obres orquestrals de Bax sol·licitin forces excepcionalment grans: "Quan la partitura exigeix luxes com el vent fusta triple o quàdruple, sis trompes, tres o quatre trompetes, percussió addicional i potser orgue, sens dubte està llançant dificultats addicionals en la forma d'actuació". El compositor Eric Coates va comentar que la música de Bax atreia molt els intèrprets d'orquestra: "qualsevol instrument per al qual escrivís, semblava com si ell mateix toqués aquell instrument, tan bé que semblava que escrivia per a ell.".

## Obres
De la seva copiosa producció, citem entre les obres d'orquestra:
- les Four Irish Pieces;
- la Festival Overture;
- un Scherzo;
- unes Variacions simfòniques, per a piano i orquestra;
- els poemes Nympholepl i spring Fire;
- els poemes simfònics Garden of Fand, Tintagel i November Woods.
- set simfonies:
  - Simfonia núm. 1
  - Simfonia núm. 2
  - Simfonia núm. 3
  - Simfonia núm. 4
  - Simfonia núm. 5
  - Simfonia núm. 6
  - Simfonia núm. 7
- el poema The Happy Forest.

Va escriure força música de cambra, sonates, trios, quartets i quintets, i unes 30 obres per a piano.
Malgrat que no va cultivar el gènere teatral, les seves aptituds per la música d'escena les mostrà àmpliament en tres deliciosos ballets titulats Between Dusk and Dawn (1917); The Frog-Skin (1918), i The Truth about the Russian dancers (1920), de factura elegant i moderna.
A partir del 1921 es dedicà amb preferència a la música coral, amb acompanyament d'orquestra o sense, descollant entre les seves obres d'aquest gènere les titulades:
- Fatherland;
- Enchanted Summer;
- Mater ora Filium;
- Now is the Time of Cristmas;
- Oj a Rose I sing.

També compongué nombroses cançons de marcat color popular dintre d'un, refinat modernisme de forma. El 1947 amb motiu de les noces de la reina Elisabet II del Regne Unit, escrigué unes composicions per a banda, i compongué també la Marxa de la Coronació que s'executà en l'abadia de Westminster el dia en què la sobirana britànica fou coronada. El 1943 publicà la seva biografia sota el títol Farewell my youth.